# هیپودامیا ۶۹۲

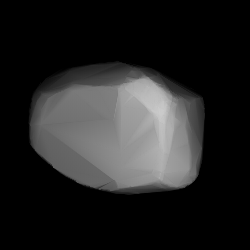
مدل سه‌بُعدی سیارک هیپودامیا ۶۹۲ بر اساس منحنی نور آن

سیارک ۶۹۲ (به انگلیسی: 692 Hippodamia، نامگذاری:1901HD) ششصد و نود و دومین سیارک کشف شده‌است که در ۵ نوامبر ۱۹۰۱ و در هایدلبرگ کشف شد.
قدر مطلق سیارک برابر ۹٫۱۸ است.